# Kamp Glacier
Kamp Glacier är en glaciär i Antarktis. Den ligger i Östantarktis. Norge gör anspråk på området. Kamp Glacier ligger 900 meter över havet.
Terrängen runt Kamp Glacier är platt åt nordost, men åt sydväst är den kuperad. Trakten är obefolkad. Det finns inga samhällen i närheten.